# Ямань
Ямань (рос. Ямань) — село у Грязінському районі Липецької області Російської Федерації.
Населення становить 210  осіб. Належить до муніципального утворення Карамишевська сільрада.

## Історія
З 13 червня 1934 до 6 січня 1954 року у складі Воронезької області. Відтак входить до складу Липецької області.
Згідно із законом від 23 вересня 2004 року № 126-ОЗ органом місцевого самоврядування є Карамишевська сільрада.

## Населення
| 1862 | 2009 | 2010 | 2013 |
| ---- | ---- | ---- | ---- |
| 665  | ↘175 | ↗198 | ↗210 |